# Ruovesi
Ruovesi est une municipalité du centre-ouest de la Finlande. Elle se situe dans la région du Pirkanmaa.

## Géographie
Encerclée par les lacs, la commune offre un cadre très préservé. La forêt est omniprésente, comme c'est souvent le cas dans le centre du pays. On y trouve un des parcs nationaux les plus connus de Finlande, Helvetinjärvi.
Sans surprise on y trouve 2 300 maisons de vacances, qui entraînent un large doublement de la population en été.
Le bourg semble bien modeste par rapport à la taille de la commune, mais il concentre tous les services de base pour des habitants dispersés dans 31 villages à 20 km à la ronde.
Les municipalités voisines sont Vilppula à l'est, Juupajoki et Orivesi au sud-est, Tampere au sud, Kuru à l'ouest et Virrat au nord.

## Histoire
La paroisse fut fondée au XVIe siècle à partir d'une scission de Pirkkala.
Si la commune est bien plus connue en Finlande que sa taille modeste ne pourrait le laisser penser, elle le doit à sa relation particulière avec les artistes du XIXe siècle. Le poète national finlandais Runeberg y passe notamment l'été 1825 et répand ensuite l'idée que le village de Ruovesi serait le plus beau du Grand-duché de Finlande. C'est ensuite le peintre Akseli Gallen-Kallela qui choisit d'y installer sa famille de 1895 à 1904, trouvant l'inspiration dans la nature grandiose voisine.
Au tournant du XXe siècle, Ruovesi se développe en tant qu'escale sur une des plus importantes voies navigables du pays, entre Virrat et Tampere. Aujourd'hui encore, parcourir la route des poètes, de lac en canal, dans un bateau à vapeur, est une attraction touristique prisée en Finlande.
Mais l'industrialisation est marginale, et la commune subit de plein fouet l'exode rural, de manière précoce car la population commence à diminuer dès avant la Guerre d'Hiver, passant de 11 675 âmes en 1924 à 8 482 en 1963, et en passant au-dessous de 5 000 de nos jours.

## Démographie
Depuis 1980, la démographie de Ruovesi a évolué comme suit,:
| Année      | 1980  | 1985  | 1990  | 1995  | 2000  | 2005  |
| ---------- | ----- | ----- | ----- | ----- | ----- | ----- |
| population | 6 609 | 6 314 | 6 142 | 5 924 | 5 683 | 5 398 |
| Année      | 2010  | 2015  | 2020  |       |       |       |
| population | 5 038 | 4 623 | 4 274 |       |       |       |

## Transports
Les principales voies de transport de Ruovesi sont la route principale 66 qui traverse la municipalité d'Orivesi et mène à Lapua via Virrat  et les routes régionales qui vont à Haapamäki, Mänttä, Kuru, Teisko et Tampere.
À une certaine époque, les moyens de transport les plus importants étaient les bateaux de navigation intérieure, qui exploitaient en été la route appelée la voie lacustre du poète qui va de Tampere à Virrat via Ruovesi.
La voie du poète emprunte les canaux de Murole, Kautu et Kaivoskanta.
Les gares les plus proches sont la gare d'Haapamäki et la gare d'Orivesi et l'aéroport le plus proche est aéroport de Tampere-Pirkkala.

## Lieux et monuments
- Parc national de Helvetinjärvi
- Canal de Kaivoskanta,
- Kalela, l'atelier de Akseli Gallen-Kallela
- Canal de Kauttu
- Canal de Murole
- Église de Murole
- Source de Runeberg
- Voie lacustre du poète
- Église de Ruovesi
- Musée de Ruovesi
- Zone protégée de Ryövärinkuoppa (fi)

## Galerie

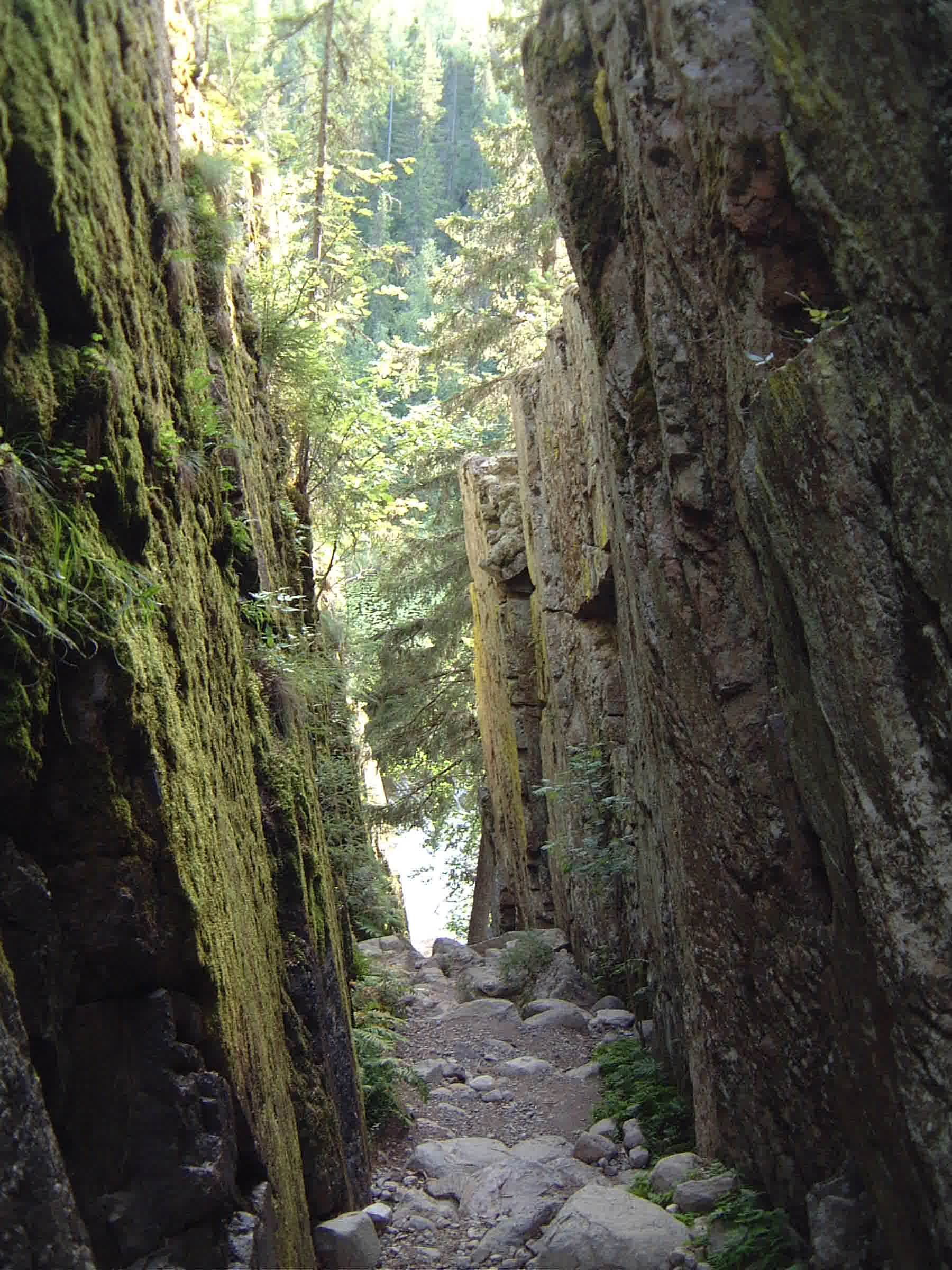
Le parc national de Helvetinjärvi.
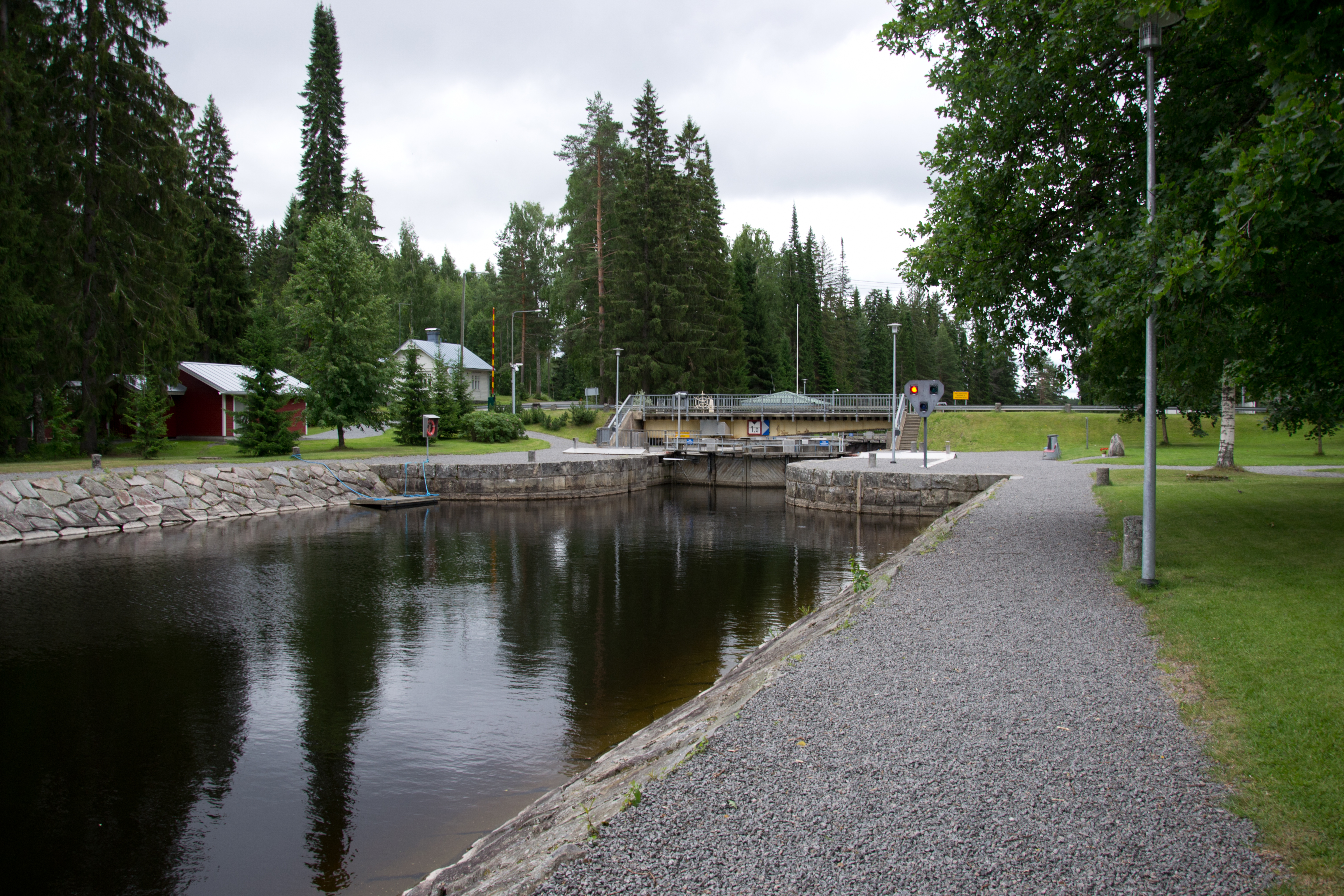
Le canal de Murole.
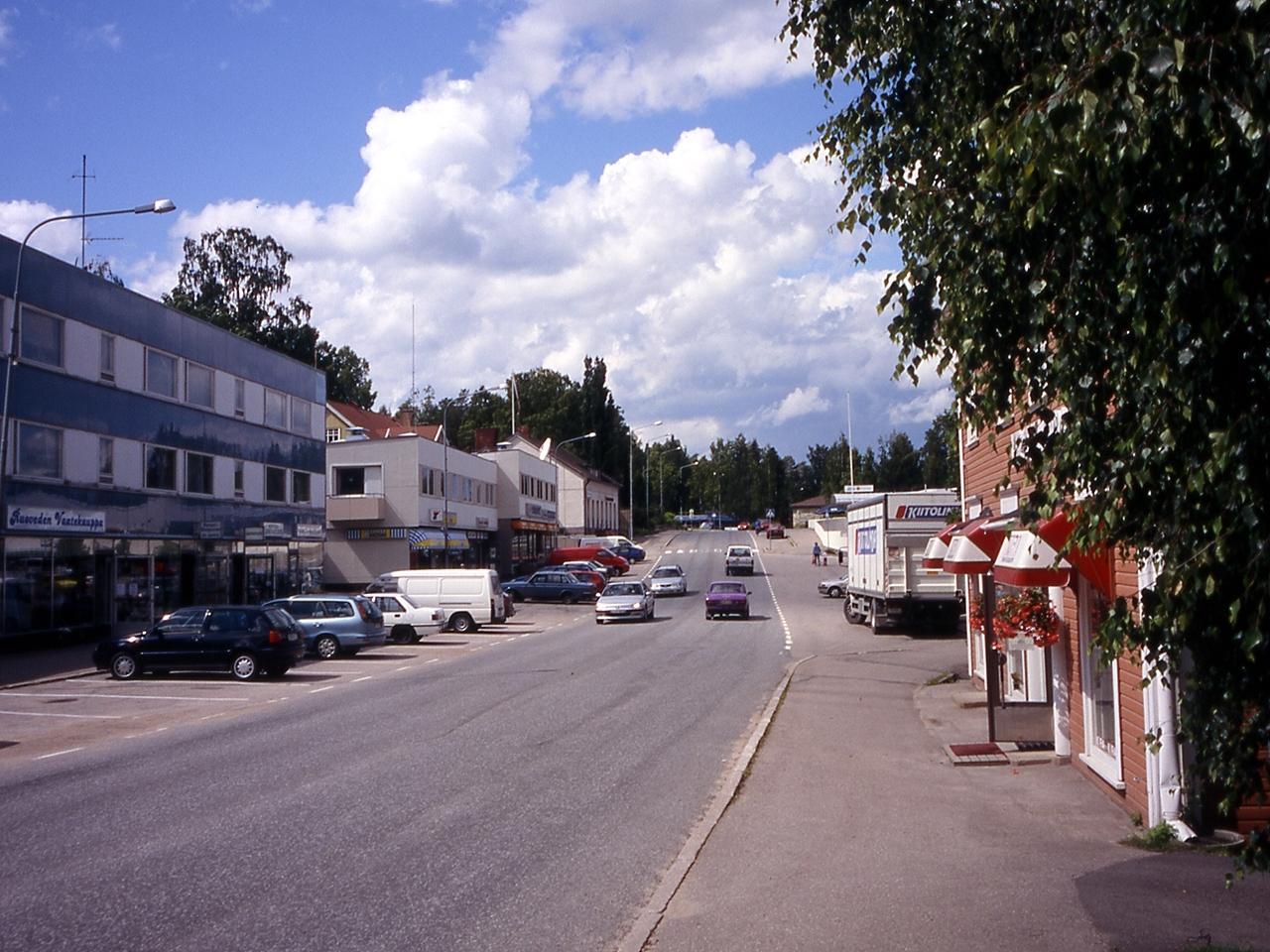
La rue principale.
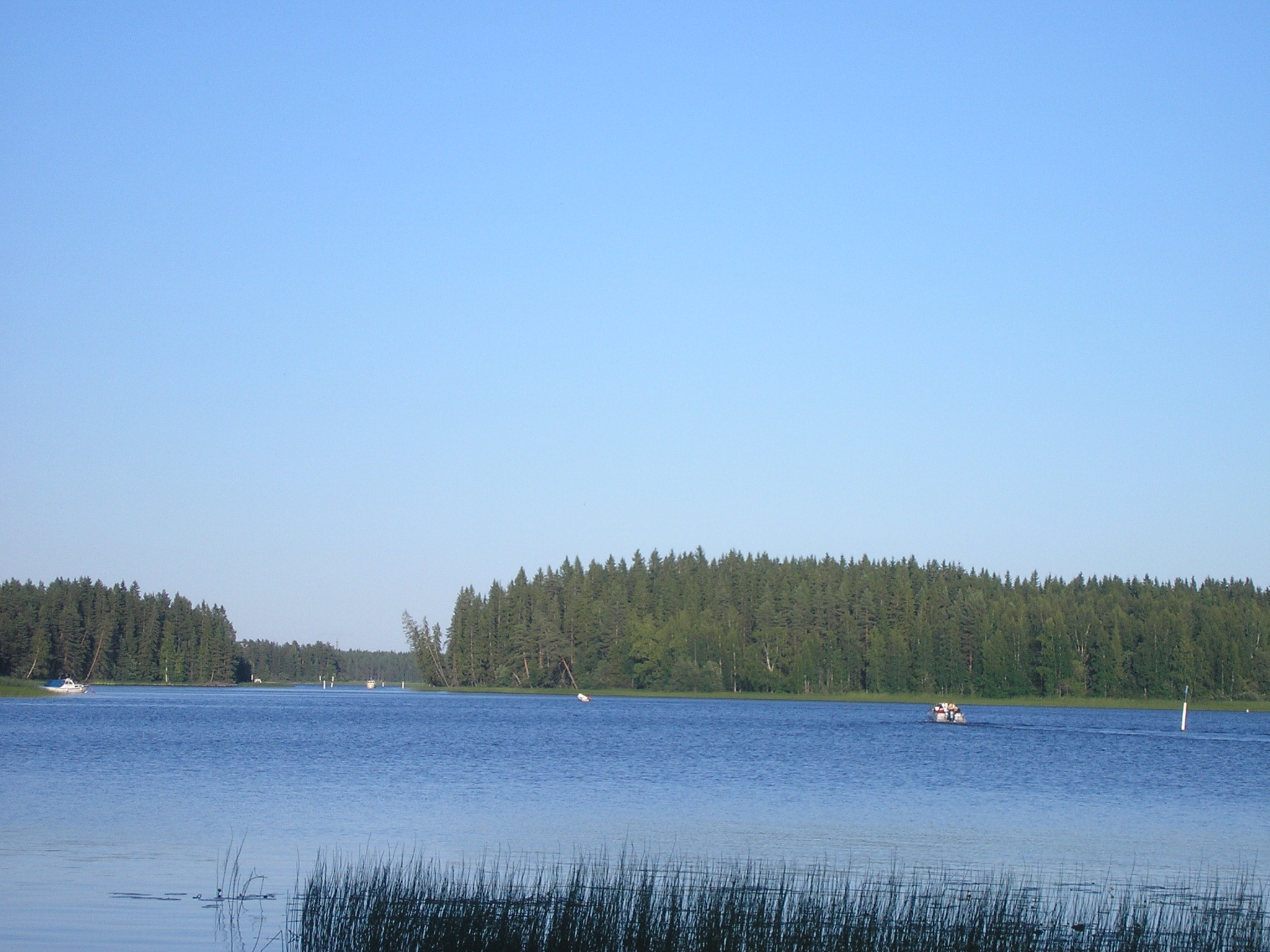
Le lac Ruovesi.
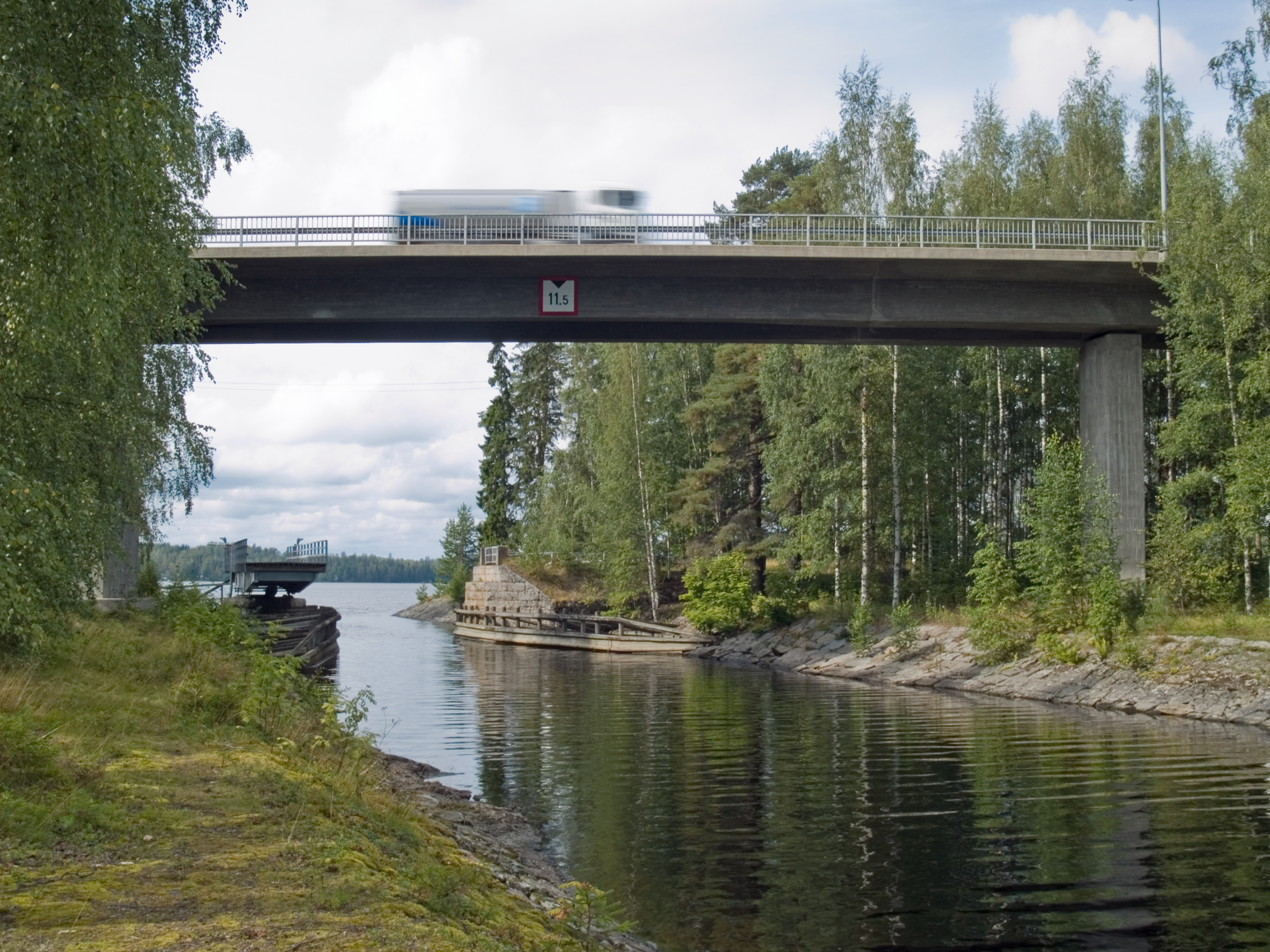
La canal de Kauttu.
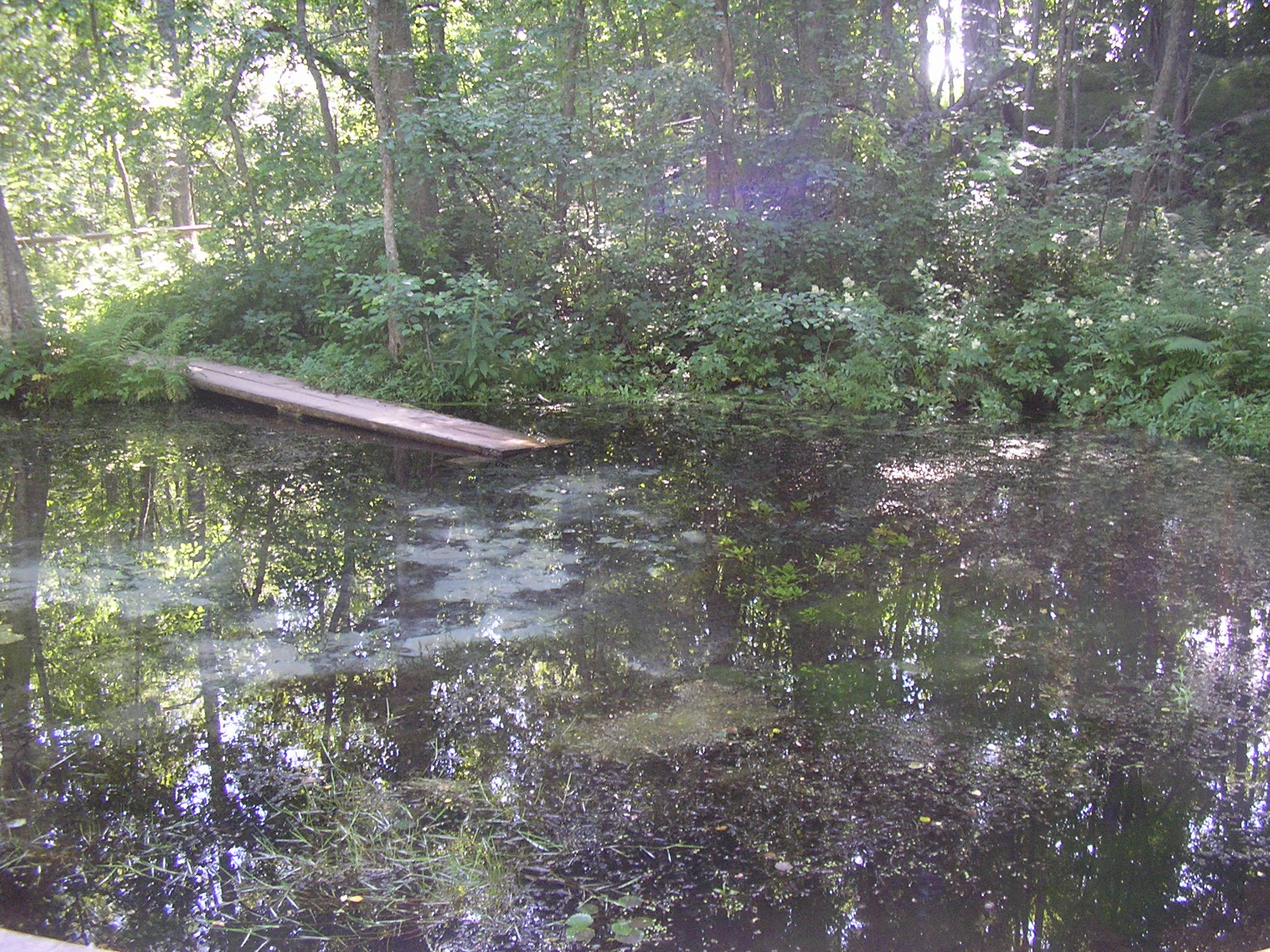
La source de Runeberg.
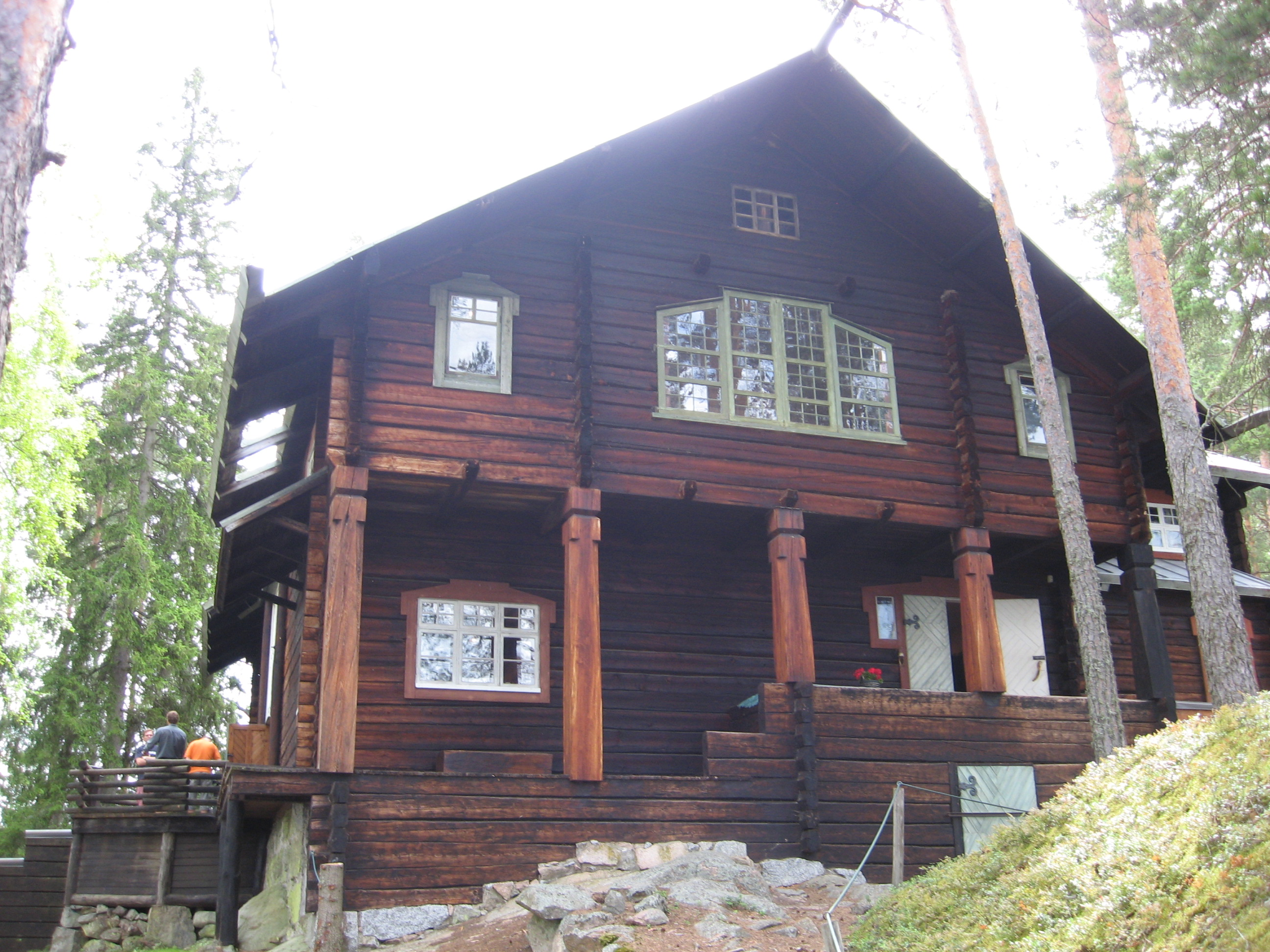
Musée Kalela: la villa de Akseli Gallen-Kallela.
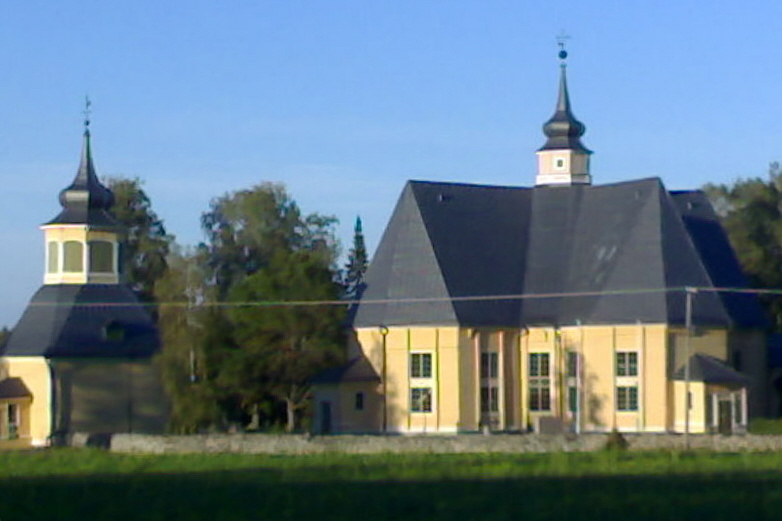
L'église de Ruovesi.